# La Gi (thị xã)
La Gi (đọc là la•yi) là một thị xã ven biển nằm ở phía nam tỉnh Bình Thuận, Việt Nam.

## Địa lý
Thị xã La Gi nằm ở phía nam tỉnh Bình Thuận, cách thành phố Phan Thiết 63 km về phía nam, cách Thành phố Hồ Chí Minh 145 km về phía đông đông nam và cách thành phố Vũng Tàu 90 km về phía đông đông bắc, có vị trí địa lý:
- Phía đông giáp huyện Hàm Thuận Nam
- Phía tây và phía bắc giáp huyện Hàm Tân
- Phía nam giáp Biển Đông.

Thị xã La Gi là đô thị ven biển, là đô thị trung tâm tiểu vùng phía Nam của tỉnh Bình Thuận, giáp với vùng kinh tế trọng điểm phía Nam, có vị trí thuận lợi, kết nối và giao lưu phát triển kinh tế trong vùng Đông Nam Bộ. Thị xã có khí hậu ôn hòa, thuận lợi cho phát triển đô thị, ngành du lịch biển và thủy sản. Thị xã có tiềm năng phát triển kinh tế biển, khoáng sản, công nghiệp – tiểu thủ công nghiệp, du lịch sinh thái và nhân văn.

## Hành chính
Thị xã La Gi có 9 đơn vị hành chính cấp xã trực thuộc, bao gồm 5 phường: Bình Tân, Phước Hội, Phước Lộc, Tân An, Tân Thiện và 4 xã: Tân Bình, Tân Hải, Tân Phước, Tân Tiến.
| \| Phường (5) \| \| \| \| \| Bình Tân \| 3,45 \| 18.940 \| 5.489 \| \| Phước Hội \| 1,75 \| 14.696 \| 8.397 \| \| Phước Lộc \| 1,56 \| 11.591 \| 7.430 \| \| Tân An \| 6,24 \| 13.518 \| 2.166 \| \| Tân Thiện \| 3,67 \| 7.109 \| 1.937 \| \| Xã (4) \| \| \| \| \| Tân Bình \| 55,91 \| 8.641 \| 154 \| \| Tân Hải \| 33,45 \| 9.751 \| 291 \| \| Tân Phước \| 34,69 \| 12.526 \| 361 \| \| Tân Tiến \| 44,65 \| 11.747 \| 263 \| \| Toàn thị xã \| 185,37 \| 108.519 \| 585 \| |                          |                         |                    |
| Điều chỉnh cục bộ Quy hoạch chung thị xã La Gi đến năm 2035 |                          |                         |                    |
| Tên | Diện tích năm 2022 (km²) | Dân số năm 2022 (người) | Mật độ (người/km²) |
| Phường (5) |                          |                         |                    |
| Bình Tân | 3,45                     | 18.940                  | 5.489              |
| Phước Hội | 1,75                     | 14.696                  | 8.397              |
| Phước Lộc | 1,56                     | 11.591                  | 7.430              |
| Tân An | 6,24                     | 13.518                  | 2.166              |
| Tân Thiện | 3,67                     | 7.109                   | 1.937              |
| Xã (4) |                          |                         |                    |
| Tân Bình | 55,91                    | 8.641                   | 154                |
| Tân Hải | 33,45                    | 9.751                   | 291                |
| Tân Phước | 34,69                    | 12.526                  | 361                |
| Tân Tiến | 44,65                    | 11.747                  | 263                |
| Toàn thị xã | 185,37                   | 108.519                 | 585                |

## Lịch sử